# Coelidium obtusilobum
Coelidium obtusilobum là một loài thực vật có hoa trong họ Đậu. Loài này được Granby mô tả khoa học đầu tiên.